# Säureschutzmantel
Mit dem Konzept des Säureschutzmantels wurde der Zusammenhang zwischen dem gemessenen schwachsauren pH-Wert der Epidermis und der bakteriziden Wirkung der gebildeten Absonderungen der Hautdrüsen (insbesondere Schweiß und Fettsäuren) erklärt. Der gemessene pH-Wert von 5,5 beim Menschen soll analog wie ein Mantel vor Krankheitserregern schützen.

## Geschichte
Der Begriff des „Säuremantels der Haut“, der später zu Säureschutzmantel (Hydrolipidmantel) wurde, geht auf die Arbeiten des Mediziners Alfred Marchionini zurück, der zusammen mit seinem Lehrer Heinrich Schade 1928 einen Artikel in der Klinischen Wochenschrift mit dem Titel: Der Säuremantel der Haut (nach Glaskettenmessungen) veröffentlichte. Durch Messungen der Wasserstoffionenkonzentration stellten sie fest, dass die Hautoberfläche von einer Säureschicht bedeckt ist. Diese Erkenntnis war allerdings nicht völlig neu. Schon 1892 hatte Ernst Heuss diese Feststellung getroffen. Marchionini stellte aber erstmals einen Zusammenhang zwischen gemessenen sauren pH-Werten und der bakteriellen Besiedlung der Haut her. Hervorgehoben wurde, „dass der Körper an drei so verschiedenen Orten wie Magen, Vagina und Haut zur Bakterienabwehr das gleiche Mittel heranzieht“.

## Kritik
In-vitro-Untersuchungen ließen später erhebliche Zweifel aufkommen, ob der gemessene pH-Wert allein zur Bakterienabwehr beiträgt. Pillsbury und Rebell maßen ein gleich gutes Wachstum von Staphylococcus aureus bei pH 5, 6 und 7. Weitere Untersuchungen kamen zu dem Ergebnis, dass der Milieu-pH zwar nicht die Anzahl der Hautkeime beeinflusst, wohl aber ihre enzymatische Aktivität. Entscheidend für die antimikrobielle Wirkung sind auch die im Schweiß enthaltenen Fettsäuren, die ihre stärkste Wirksamkeit bei pH 5 erfahren.
Es setzte sich schließlich die Erkenntnis durch, dass sich in Lösungsmittelextrakten menschlicher Haut hauptsächlich bakterizide Lipide und Peptide (wie z. B. beta-Defensin) befinden, die in der Lage sind, hämolytische Streptokokken und andere grampositive Bakterien abzutöten.

## Einfluss von Hautreinigungsmitteln
Das Konzept des Säureschutzmantel wurde vor allem von der Werbeindustrie aufgegriffen und vermarktet. Synthetische Detergentien sollten den Säureschutzmantel besser „schützen“ (bzw. wiederherstellen) als alkalische Seifen. Viele Bestandteile des Säureschutzmantels wie Milchsäure, Harnsäure oder die Fettsäuren werden wegen ihrer guten Wasserlöslichkeit allerdings auch ohne Zuhilfenahme von Detergentien mit dem Wasser abgewaschen.
Es verbreitete sich schnell die Meinung, dass bei zu intensiver und häufiger Säuberung der Haut mit (zu heißem) Wasser und Reinigungsmitteln wie z. B. Kernseife der Säureschutzmantel der Haut „zerstört“ werden kann und dadurch die Hautflora aus dem Gleichgewicht gerät. Wissenschaftliche Untersuchungen relativierten allerdings diese weit verbreitete Meinung. Eine länger anhaltende Beeinflussung des pH-Wertes der Hautoberfläche konnte auch bei längerer Anwendung von Seife nicht erreicht werden, da sich die Hautoberflächen-pH-Verschiebung bei gesunder Haut nach einer Waschung binnen einer Stunde zurückbildet. Bei Kleinkindern und alten Menschen weist die Haut jedoch ein geringeres Alkalineutralisationsvermögen auf, so dass es bei diesen bis zu drei Stunden dauert, bis der saure pH-Ausgangswert wieder erreicht wird.
Problematisch bei der Hautreinigung ist eher die Störung der gesunden Hautflora, da ein Teil der als Platzhalter fungierenden Mikroorganismen sowie Lipide und andere für die Aufrechterhaltung der Hautbarriere nötige Substanzen aus der Haut gelöst und abgespült werden.